# 黃信堯
黃信堯（1973年—），臺灣紀錄片導演，居住於台南市七股區，國立台南藝術大學音像紀錄研究所創作碩士。
黃信堯曾任台北市紀錄片從業人員職業工會第一、二屆常務理事。作品擅長以戲謔的口吻道出青春的夢想與失落，以其幽默的敘事凸顯人生的荒謬意境。
黃信堯曾以《唬爛三小》獲金穗獎最佳紀錄片 ，並於2020年，發展為電影《同學麥娜絲》。海口影像詩《帶水雲》獲2010年台灣國際紀錄片雙年展評審團大獎，並入圍多項國際影展。2010年《沈沒（ㄕㄣˇ ㄇㄟˊ）之島》，拿下2011年台北電影節百萬首獎及最佳紀錄片等二項大獎。《大佛》為其第一部創作劇情短片，2014年入圍金馬獎最佳短片，2017年發展為劇情長片《大佛普拉斯》，入選為台北電影節開幕片，2017年10月13日正式上映。

## 編導作品

### 劇情長片
| 年份 | 中文片名       | 英文片名          | 演員                                                   | 獎項榮譽 | 職務      |
| 2017 | 《大佛普拉斯》 | The Great Buddha+ | 陳竹昇、莊益增、戴立忍、林美秀、張少懷                 | 第54屆金馬獎最佳改編劇本/最佳新導演 第19屆台北電影獎百萬首獎/最佳劇情長片獎/最佳美術設計獎/最佳配樂獎/最佳剪輯獎 | 導演/編劇 |
| 2020 | 《同學麥娜絲》 | Classmates Minus  | 鄭人碩、林郁智、施名帥、劉冠廷、朱芷瑩、洪小鈴、陳以文 | 第57屆金馬獎觀眾票選最佳影片/最佳男配角/最佳美術設計                                                             | 導演/編劇 |

### 劇情短片
| 年份 | 中文片名 | 英文片名         | 演員           | 獎項榮譽           | 職務      |
| 2014 | 《大佛》 | The Great Buddha | 陳竹昇、莊益增 | 金馬獎最佳短片提名 | 導演/編劇 |